# Bewältigungsstrategie
Die Begriffe Bewältigungsstrategie, Copingstrategie oder Coping (von englisch to cope with, „bewältigen, überwinden“) bezeichnen die Art des Umgangs mit einem als bedeutsam und schwierig empfundenen Lebensereignis oder einer Lebensphase.

## Beschreibung
Bewältigungsstrategien sind Denk- und Verhaltensmuster, die Menschen anwenden, um Auswege aus schwierigen Situationen zu finden und um Belastungen und Stress zu reduzieren. Diese Strategien können problemfokussiert sein (z. B. konkurrierende Aktivitäten unterdrücken, soziale Unterstützung suchen) oder auch emotionsfokussiert sein (z. B. Humor, positive Neubewertung). Die Strategien können selbstinitiativ und proaktiv sein (z. B. Planung und Antizipation) oder reaktiv (z. B. Akzeptanz, Emotionen rauslassen).
Es kann zwischen adaptiven und maladaptiven Copingstrategien unterschieden werden (auch als funktionale bzw. dysfunktionale Coping-Strategien bezeichnet). Adaptive Copingstrategien tragen zu einer langfristigen und nachhaltigen Lösung eines Problems bei, während bei maladaptiven Copingstrategien der Ablenkungscharakter im Vordergrund steht. So kann die Verwendung von adaptiven Humorstilen zur Lösung von Konflikten und Stressreduktion beitragen, während die Verwendung von maladaptiven Humorstilen kontraproduktive Effekte haben kann.
Eine wichtige Theorie zu Coping bzw. Stressbewältigung entwickelte Richard Lazarus mit dem Stressmodell von Lazarus.
Auch im Rahmen der Sozialen Arbeit werden Bewältigungsstrategien eingesetzt. Sie sind durch vielfältige Techniken und systemische Betrachtungsweisen fortentwickelt worden. Konkret können sich aus den Bewältigungsversuchen von Belastungen [...] personale Lernprozesse ergeben, die neue Kompetenzen aufbauen, die somit Entwicklungsschritte und personale Ressourcen für das zukünftige Leben darstellen. Im Zusammenhang mit der Bearbeitung des beruflichen Burnouts bei Lehrern spricht Uwe Schaarschmidt von Bewältigungsmustern. (Bewältigungsmuster im Lehrerberuf; S. 378f).
Im medizinischen Sinne bezeichnet Coping das Bewältigungsverhalten von Menschen mit chronischen Krankheiten und Behinderungen.
Copingstrategien sind auch die von Elisabeth Kübler-Ross und anderen postulierten Trauerphasen oder auch die Vergebung, wenn das Verhalten anderer Menschen die schwierigen Lebensumstände verursacht hat.
In den 1980ern begann Lothar Böhnisch das Coping-Konzept als „Lebensbewältigung“ in der Sozialpädagogik anwendbar zu machen und weiterzuentwickeln.
Ein psychologischer Test zur Messung des Umgangs mit Stress (COPE) wurde 1989 von Charles S. Carver entwickelt. Er erfasst 14 unterschiedliche Coping-Strategien und wird sehr häufig für die Erforschung der Ursachen von Stress und deren Bewältigung eingesetzt.

## Praxis
- Pädagogik: Ziel bei der Konfrontation des Individuums mit Bewältigungsaufgaben ist die Herausbildung einer besonderen (spezifischen) Fähigkeit, künftige schwierige Situationen besser zu meistern. Mit der Bewältigung verbinden Pädagogen zudem die Erwartung eines Lerneffekts: In Zukunft sollen schwierige Situationen besser als bisher bearbeitet werden. Auf die Dauer soll sich eine spezifische Kompetenz (der Bewältigung schwieriger Situationen) in diesem Sinne entwickeln.
- Zudem verbindet man in der Pädagogik (z. B. Kollegschule NRW; Erzieher-Ausbildung) damit die Erwartung, dass eine dem Alter entsprechende Entwicklungsaufgabe (Robert J. Havighurst) gelöst wird. Der Erwerb entsprechender Kompetenzen ermögliche dann die Bewältigung der nächstfolgenden Entwicklungsaufgabe. Auch ist der Verlauf einer Ausbildung mit der Bewältigung verschiedener Entwicklungsaufgaben verbunden, die nacheinander bearbeitet und bewältigt werden müssen – die letzte Entwicklungsaufgabe wäre die Professionalisierung, die noch in die letzte Phase der Ausbildung hineinragt (Andreas Gruschka).
- Psychotherapie: Der Patient/Klient wird befähigt, zukünftig mit schwierigen Situationen umzugehen, die für seine Weiterentwicklung von Bedeutung sind. War sein Problem bisher, dass der Patient dazu nicht in der Lage war, soll er zukünftig mit Gewinn (schwierige) Probleme zur eigenen Zufriedenheit und selbständig (d. h. in eigener Regie) bearbeiten und lösen können. Beispielhaft kann hier das Stressmanagement genannt werden.[8]

Wichtig ist die Methodik dieser Konfrontation des Individuums mit Aufgaben/schwierigen Situationen. Sowohl in der Pädagogik als auch in der Therapie könnte das Risiko der Überforderung des Individuums bestehen. Dies könnte u. U. eher einen Rückfall als einen Lernfortschritt zur Folge haben.